# Doomsday Engine
Doomsday Engine je samostatný herní engine, umožňující v operačních systémech Windows 98, Windows XP Mac OS X a Linux spustit hry Doom (a jeho modifikace Ultimate Doom, Final Doom), Doom 2, Heretic a Hexen. 
Jeho autorem je Fin Jaakko Keränen, který na něm pracuje již od roku 1999, kdy vytvořil první verzi. Aby bylo jednotlivé hry možno spustit, jsou zapotřebí samostatné Dll knihovny, které jsou celkem 3: jDoom.dll, jHeretic.dll a jHexen.dll. Po nich jsou také nazvané jednotlivé modifikace těchto her: jDoom, jHeretic a jHexen. 
Vedle možnosti spuštění těchto her ve jmenovaných operačních systémech však Doomsday Engine nabízí ve hrách také řadu vylepšení jakými je vysoké rozlišení, možnost nahrazení spriteů 3D modely všech předmětů, zbraní, monster a objektů, možnost aktivovat ve hře prostorový EAX zvuk (včetně 5.1 kanálů), dynamické světelné efekty, vylepšení původních textur pomocí bilineárního a trilineárního filtrovnání a překryvných vzorků s vysokým rozlišením (momentálně obsaženy u Doomu, Doomu 2) nebo pomocí textur úplně nových (momentálně obsaženy u Hereticu, Hexenu), a jiné prvky, známe z moderních akčních 3D her. Samozřejmostí bylo odstranění bugů z původních verzí hry.